# Successione di Padovan

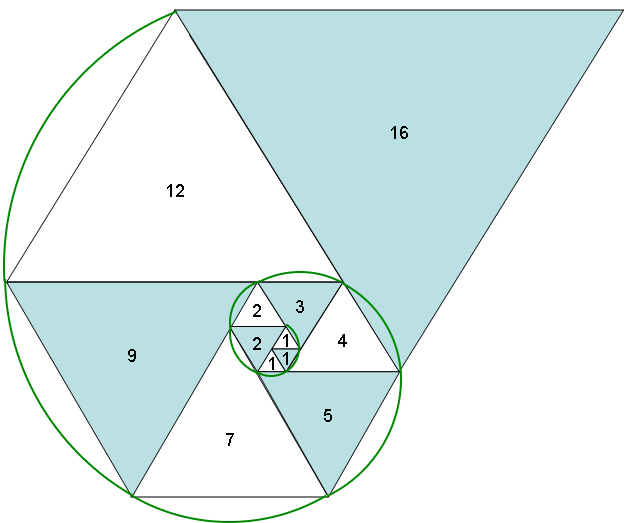
Spirale di triangoli equilateri i cui lati hanno lunghezze che seguono la successione di Padovan.

La successione di Padovan è la successione di numeri naturali {\displaystyle P(n)} definita dai valori iniziali:
{\displaystyle P(0)=P(1)=P(2)=1,}
e dalla relazione ricorsiva
{\displaystyle P(n)=P(n-2)+P(n-3).}
La successione di Padovan può anche essere determinata dalla seguente relazione, analoga alla prima
{\displaystyle P(n)=P(n-1)+P(n-5).}
I primi valori di {\displaystyle P(n)} sono:
{\displaystyle 1,1,1,2,2,3,4,5,7,9,12,16,21,28,37,49,65,86,114,151,200,265,\dots }
Nella OEIS di Neil Sloane la successione di Padovan ha la sigla A000931.
La successione prende il nome da Richard Padovan.